# بدر چاچی
بدرالدّین محمّد، ملقب به بدر چاچی، و فخرالزمان (درگذشتهٔ حدود ۷۴۸ هجری در دهلی) از شاعران پارسی‌گوی سدهٔ هشتم هجری است.
دیوان او دربرگیرندهٔ دوهزار بیت است. بدر چاچی از پیروان توانای سبک خاقانی و چامه‌های او پیچیده و پرآرایه است.
بدر چاچی در ولایت چاچ (تاشکند امروزی در ازبکستان) زاده شد و در جوانی زادگاهش را ترک کرد و به دهلی رفت.
وی در هند به خدمت امیران تُغلُقیه، به ویژه سلطان ابوالمحامد محمدشاه بن تغلق درآمد و از جانب او به فخرالزّمان ملقب شد.

## نمونه شعر
نمونه شعر وی که شاهدمثالی برای آرایه‌های پیچیده شعری است:
| آهویِ آتشین‌روی چون در بَره درافتد |  | کافورِ خشک گردد با مُشک تر برابر |

این شعر به مضمون اعتدال بهاری اشاره دارد: آهوی آتشین‌روی، خورشید است (آهو در ادبیات کهن فارسی نماد بهار و شیر نماد زمستان است) که به نقطه اعتدالی برج حَمَل (بره) وارد می‌شود و روز (کافور خشک) با شب (مشک تر) با هم برابر می‌شوند.
اما منظور کلی شاعر از این بیت :  خورشید وقتی به برج ( حمل =  بره ) بیاید ( که اول بهار است)   زمان روز و شب برابرمیشود.